# Ласло, Дьюла
Дьюла Ласло (венг. László Gyula; 14 марта 1910, Кёхалом — 17 июля 1998, Орадя) — венгерский историк, археолог, художник и преподаватель университета. С 1996 года являлся членом Венгерской художественной академии.

## Биография
Дьюла Ласло окончил Академию Художеств в Будапеште в 1932 годы — при этом, он одновременно изучал археологию и этнографию в Будапештском университете. С 1937 по 1940 год Ласло являлся сотрудником Венгерского национального музея — в 1952 году он вернулся в это учреждение в роли заведующего отделом средневековой археологии, сохранив данный пост до 1957 года. В 1940 году он стал преподавателем университета в городе Клуж (Румыния), проработав на этой должности до 1949 года; затем он стал профессором Будапештского университета, а с 1957 по 1980 год — заведующим кафедрой археологии там же.
Ласло специализировался на археологии и истории эпохи Великого переселения народов (особенно — переселении аваров). Кроме того его интересовали вопросы, связанные с «обретением родины» венграми, историей древних венгров и средневековом искусством региона. Он руководил раскопками венгерского поселения X века в Чонград-Фелдьё и рядом других археологических работ. Ласло считается создателем венгерской школы «археологии с человеческим лицом» — что подразумевает использование этнографических параллелей в изучении быта и мировоззрения древних народов, реконструкцию их общественных отношений (на основе анализа могильников и других источников).
Дьюла Ласло являлся автор дискуссионной теории о «двойном обретении родины» венграми: переселенцев, появившихся на территории современной Венгрии в 670-е годы, он отождествил с первой волной миграции — в то время как их потомки, по его версии, составили слой общинников в конце IX века (во время появления венгров Арпада, «обретателей родины»). Сам Ласло являлся наиболее известным венгерский археолог-популяризатором данной науки.
Автор более 1000 портретов и археологических иллюстраций (реконструкций по археологическим материалам), а также — 25 книг и 700 научных статей. Согласно Валерию Кульчару, книги и лекции Ласло на многие десятилетия определили изучение археологами эпохи Великого переселения народов в Венгрии и самих древних венгров как таковых.

## Награды
- 1991 — Премия Сеченьи
- 1993 — Премия Лайоша Надя[венг.]
- 1995 — Премия «Наследие Венгрии»

## Произведения
- László G. A honfoglaló magyar nép élete. — Budapest: Múzsák, 1988. — 509 с. — ISBN 963-564-363-2.
- László G. А koroncói lelet és а honfog lalo magyarok Nyerge = Der Grabfund von Koroncó und dér altungarische Sattel. — Budapest, 1943.